# Lorenzo Tenchini
Lorenzo Tenchini (Brescia, 21 gennaio 1852 – Brescia, 10 ottobre 1906) è stato un medico italiano.

## Biografia
Figlio dell'avvocato Carlo Tenchini e di Marianna Marchetti, dopo gli studi di medicina all'Università degli Studi di Pavia in qualità di cultore della materia in anatomia, nel 1881 all'età di ventinove anni divenne ordinario di anatomia all'Università di Parma dove iniziò a studiare la morfologia della mente dei criminali, fondando più tardi il celebre Museo di antropologia criminale. Analizzò un numero rilevante di cervelli approfondendo la relazione tra neuroanatomia e criminalità. Fondò l'Istituto per lunatici nella provincia di Parma e si interessò alla medicina sociale, compresa l'epidemia di pellagra nel nord Italia. Tenchini condusse importanti ricerche nel campo della neuropsichiatria e nell'antropologia. Fu tra i fondatori dell'antropologia criminale in Italia e cercò di spiegare la condotta deviante attraverso l'approfondimento della neuroanatomia.
Per i suoi studi frequentò il reclusorio e l'ospedale psichiatrico di Colorno.
Non tralascia l'impegno civile e amministrativo: a Parma fu consigliere comunale, assessore, consigliere provinciale e impegnato in istituti di beneficenza cittadini.
Oltre alle maschere in ceroplastica, (corredate a volte da cranio, cervello e parti viscerali) dei detenuti, ha lasciato 500 schede tecniche delle loro caratteristiche antropometriche e morfologiche, corredate dalla storia giuridica e clinica. Le schede insieme alle maschere anatomiche e ad altri preparati anatomici fondavano il suo Archivio di Antropologia Criminale.
I suoi studi sono raccolti nel volume "Cervelli di Delinquenti".